# NGC 3131
NGC 3131 este o galaxie LINER situată în constelația Leul. A fost descoperită în 17 martie 1831 de către John Herschel. Se află la o distanță de 78,34 de megaparseci de Pământ.